# 奧爾什蒂內克

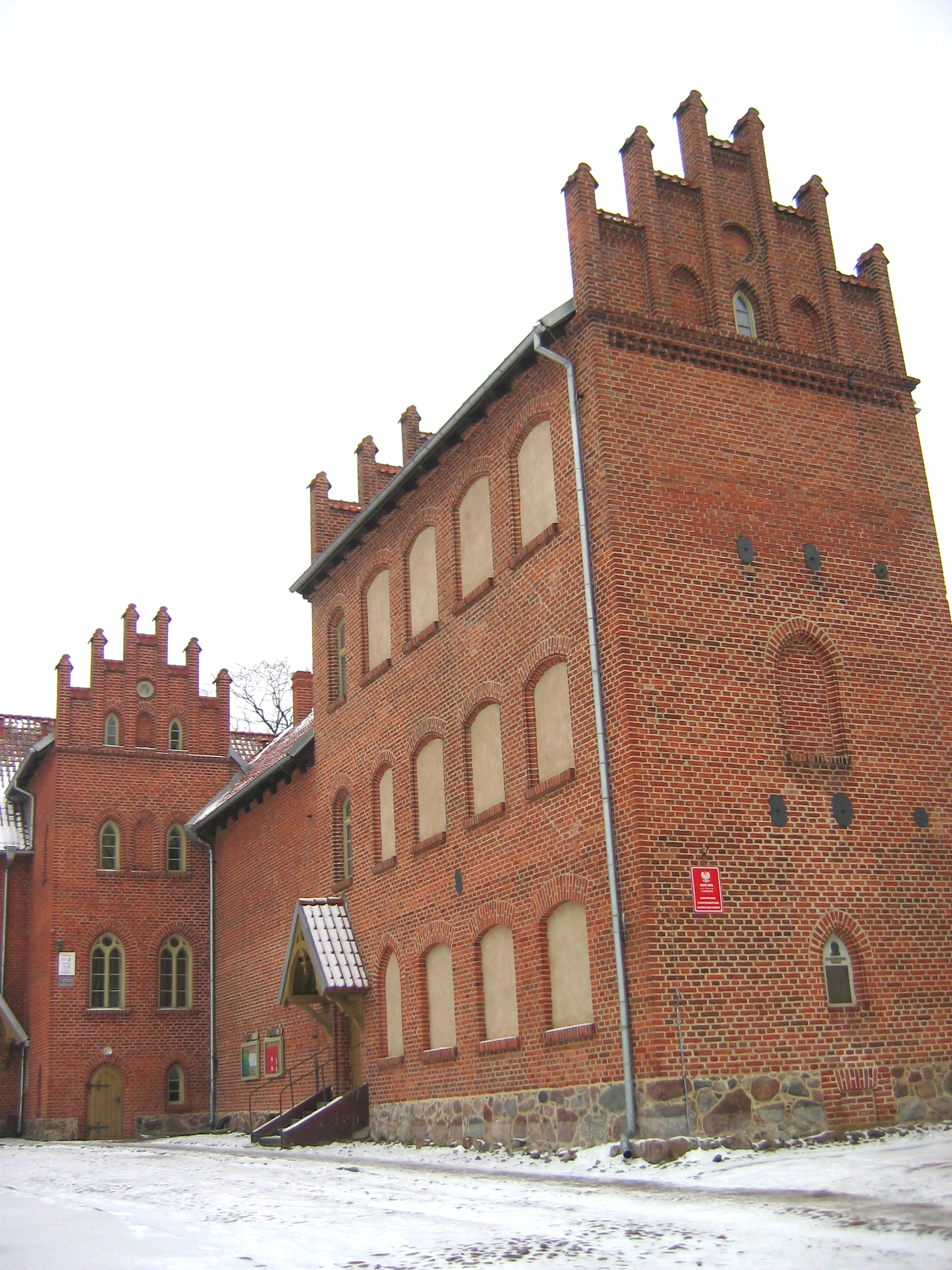
奧爾什蒂內克城堡

奧爾什蒂內克（波蘭語：Olsztynek），舊稱東普魯士的霍亨施泰因（德語：Hohenstein in Ostpreußen）是波蘭的城鎮，位於該國北部畔，由瓦爾米亞-馬祖里省負責管轄，面積7.69平方公里，該鎮的城堡由條頓騎士團在1351年建成，2006年人口7,591。

## 外部連結
- official website, (Polish)
- History (German) （页面存档备份，存于）
- Skansen Open-Air-Museum, (Polish) （页面存档备份，存于）

53°35′N 20°17′E / 53.583°N 20.283°E